# Biên Hòa (tỉnh)
Biên Hòa là một tỉnh cũ của Việt Nam Cộng hòa.

## Địa lý
Tỉnh Biên Hòa có vị trí địa lý:
- Phía đông giáp tỉnh Long Khánh và tỉnh Phước Tuy
- Phía tây giáp Đô thành Sài Gòn
- Phía nam giáp tỉnh Gia Định
- Phía bắc giáp tỉnh Bình Dương.

## Lịch sử

### Vùng đất Biên Hòa xưa
Chưởng cơ Nguyễn Hữu Cảnh (còn có tên Nguyễn Hữu Kính) được chúa Nguyễn Phúc Chu cử vào kinh lược xứ Đàng Trong đã thành lập dinh Trấn Biên, tiền thân của tỉnh Biên Hoà sau này.
Năm Gia Long thứ 7 (1808), dinh Trấn Biên được đổi thành trấn Biên Hòa, huyện Phước Long thuộc dinh Trấn Biên được nâng lên thành phủ Phước Long, các tổng được nâng lên thành huyện. Trấn Biên Hòa (gồm 1 phủ Phước Long) là một trong 5 trấn dưới thời Gia Long, thuộc Gia Định thành. 
Trấn Biên Hòa (1808–1832) hay tỉnh Biên Hòa (1832–1861, chữ Hán: 邊和省) có địa giới hành chính hết sức rộng, bao gồm vùng đất các tỉnh Đồng Nai, Bà Rịa – Vũng Tàu, Bình Phước, Bình Dương và một phần Thành phố Hồ Chí Minh ngày nay, với tổng diện tích lên đến trên 17.000 km².

### Nhà Nguyễn Độc lập

Tỉnh Biên Hòa trong bản đồ Nam Kỳ Lục Tỉnh giai đoạn (1832-1862)

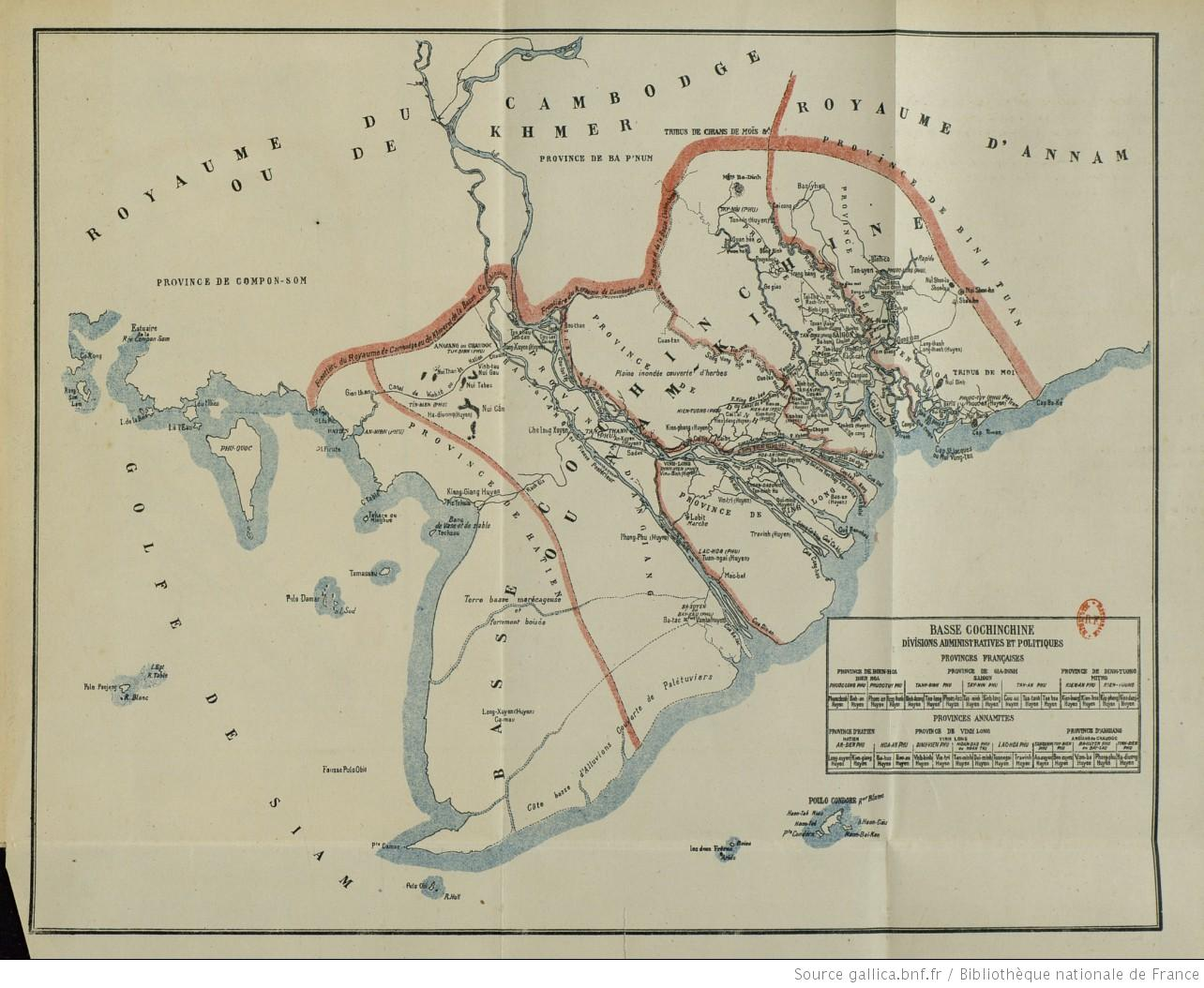
Tỉnh Biên Hòa trong bản đồ Nam Kỳ Lục tỉnh (Basse Cochinchine)

Tỉnh Biên Hòa được thành lập năm Minh Mạng thứ 13 (1832) và là một trong 6 tỉnh của Nam Kỳ (Nam Kỳ lục tỉnh).
Năm Minh Mạng thứ 18 (1837), đặt thêm phủ Phước Tuy, tách hai huyện Long Thành và Phước An của phủ Phước Long đặt thuộc phủ Phước Tuy mới lập trực thuộc tỉnh Biên Hòa, đồng thời tách phần đất phía bắc hai huyện này lập thành huyện mới Long Khánh với 6 tổng là Long Xương, Long Cơ, An Trạch, An Viễn, Tập Phước và Khánh Nhơn. Như vậy tỉnh Biên Hòa có 2 phủ Phước Long và Phước Tuy. Phủ Phước Long gồm: 2 huyện Phước Chánh, Bình An và kiêm nhiếp 2 huyện Phước Bình, Nghĩa An. Phủ Phước Tuy gồm 2 huyện Long Thành và Phước An, và kiêm nhiếp 1 huyện Long Khánh.
Năm 1840, đặt thêm 4 phủ: Tân Định, Tân Bình, Tân Lợi, Tân Thuận và nhiều huyện.
Theo Hiệp ước Nhâm Tuất năm 1862, Biên Hòa bị cắt nhượng cho Pháp cùng với Gia Định và Định Tường.

### Thời Pháp thuộc

Bản đồ hạt Biên Hòa năm 1881

Năm 1876, tỉnh Biên Hòa bị Pháp giải thể và biến thành 3 tiểu khu, còn gọi là hạt tham biện (arrondissement): Biên Hòa, Thủ Dầu Một và Bà Rịa.
Năm 1897, tỉnh Biên Hòa được chia thành 16 tổng:
- Tổng Bình Lâm Thượng có 10 làng: An Lộc, Bình Lộc, Hưng Lộc, Phong Lộc, Phú Lộc, Quới Lộc, Tân Lộc, Thuận Lộc, Xuân Lộc, Chánh Lộc.
- Tổng Chánh Mỹ Hạ có 15 làng: An Linh, Bình Cơ, Chánh Hòa, Chánh Hưng, Lạc An, Mỹ Lộc, Phước Hòa, Phước Vinh, Tân Lợi, Tân Lập, Tân Nhuận, Thanh Hòa, Thường Lang, Mỹ Đức, Tân Tịch.
- Tổng Chánh Mỹ Thượng có 10 làng: Bình Long, Bình Trị, Mỹ Khánh, Tân Bản, Tân Hạnh, Tân Phước Đông, Tân Thiều, Tân Vạn, Tân An, Tân Hóa.
- Tổng Chánh Mỹ Trung có 18 làng: An Chữ, Bình Chánh Đông, Bình Chữ, Bình Hóa, Bình Hưng, Điều Hòa, Dư Khánh, Hiệp Hưng, Nhựt Thạnh, Phước Hải Đông, Tân Ba, Tân Hội, Tân Long, Tân Lương, Tân Trạch, Tân Uyên, Thiện Khánh, Vĩnh Phước.
- Tổng Long Vĩnh Thượng có 19 làng: An Định, An Hòa, An Hưng, An Lợi, An Phước, An Xuân, Bình Dương, Phước Cang, Phước Hội, Phước Hưng, Long Khánh, Phước Mỹ, Long Điền, Long Trường, Tân Xuân, Thiết Tượng, Vĩnh Hòa, Vĩnh Thọ.
- Tổng Phước Vĩnh Hạ có 17 làng: Bình Lợi, Bình Ninh, Bình Thạnh, Bình Thảo, Thiên Quan, Tân Định, Bình An Chánh, Bình Lục, Long Chánh, Long Phú, Phú Trạch, Tân Huệ Đông, Đa Lộc, Hiền Quan, Tân Khai, Trị An, Xuân Hòa
- Tổng Phước Vĩnh Thượng có 8 làng: Bình An, Bình Trước, Nhị Hòa, Nhứt Hòa, Tam Hòa, Tân Lại, Tân Mai, Vĩnh Cửu.
- Tổng Phước Vĩnh Trung có 13 làng: Bạch Khôi, Bình Diện, Bình Hậu, Bình Mỹ, Bình Sơn, Bình Thạnh, Bình Thới, Bình Ý, Hàm Hòa, Tân Phong, Tân Thạnh Đông, Tân Triều Đông, Tân Triều Tây.
- Tổng Thành Tuy Hạ có 19 làng: An Phú, Bình Quới, Long Điền, Long Hiệu, Lương Thiện, Mỹ Hội, Mỹ Khoan, Phú Mỹ, Phước An, Phước Khánh, Phước Kiến, Phước Lai, Phước Long, Phương Lương, Phước Lý, Phước Thạnh, Phước Thiền, Phước Thọ, Tân Tường
- Tổng Thành Tuy Thượng có 11 làng: An Lâm, Khánh Lâm, Long Thuận, Phước Đức, Phú Lạc, Phước Lộc, Phước Thái, Tam Thiện, Thanh Nguyên, Tập Phước, Tuy Long.
- Tổng An Viễn có 6 làng: Cam Ngôn, La Minh, Cam Đường, Cam Mỹ, Thoại Hương, Cam Tiêm.
- Tổng Bình Tuy có 7 làng: Cao Cang, Định Quán, Gia Canh, Lý Lịch, Thuận Tùng, Túc Trưng, Vĩnh An.
- Tổng Phước Thành có 10 làng: Bao Hàm, Đông Thành, Gia An, Gia Cấp, Trà Tân, Thọ Vức, Võ Đắt, Võ Định, Võ Dõng, Võ Quảng.
- Tổng Tập Phước có 7 làng: Bảo Chánh, Bảo Định, Bảo Liệt, Bảo Mỹ, Long Tài, Thới Giao, Tích Thiện.
- Tổng Thuận Lợi có 6 làng: Can Vàng, Chôn Lâm, Đặt Trụ, Phú Quan, Phú Tron, Phú Xuân.
- Tổng Bình Cách có 7 làng: An Bình, An Trung, Chơn Thành, Diêm Quan, Hương Mát, Thành Công, Từ Tôn.

Ngày 20 tháng 12 năm 1899, Toàn quyền Đông Dương ban hành Nghị định về việc đổi tất cả các hạt tham biện thành tỉnh thì từ ngày 1 tháng 1 năm 1900 đổi hạt tham biện Biên Hòa trở thành tỉnh Biên Hòa. Thời kỳ này, địa giới tỉnh Biên Hòa bao gồm tỉnh Đồng Nai, một phần các tỉnh Bình Phước và Bình Dương hiện tại.
Năm 1939, tỉnh Biên Hòa có 5 quận: Châu Thành, Long Thành, Xuân Lộc, Tân Uyên, Núi Bà Rá.
| Đơn vị hành chính tỉnh Biên Hòa | Đơn vị hành chính tỉnh Biên Hòa | Đơn vị hành chính tỉnh Biên Hòa |
| STT                             | Quận                            | Tổng |
| ------------------------------- | ------------------------------- | --- |
| 1                               | Châu Thành                      | - Chánh Mỹ Thượng có 6 làng: Bửu Hòa, Bình Trị, Hóa An, Tân Hạnh, Tân Vạn, Tân Hiệp - Phước Vĩnh Trung có 5 làng: Bình Hòa, Bình Ý, Bửu Long, Tân Phong, Tân Triều - Phước Vĩnh Thượng có 4 làng: Bình Trước, Hiệp Hòa, Tam Hiệp, Tân Thành |
| 2                               | Long Thành                      | - Long Vĩnh Thượng có 8 làng: An Hòa, Long Bình, Long Hưng, Phước Tân, Tam Phước, Tân Hưng, Tân An, An Lợi - Thành Tuy Thượng có 8 làng: Long An, Long Phước, Phước Hiệp, Phước Lai, Phước Lộc Xã, Phước Mỹ, Phước Thiện, Thái Thiện - Thành Tuy Hạ có 6 làng: Phú Hội, Phước An, Phước Khánh, Phước Lý, Phước Thạnh, Long Tân                                                                                 |
| 3                               | Tân Uyên                        | - Chánh Mỹ Trung có 8 làng: Bình Chánh Đông, Bình Hòa, Mỹ Hòa, Mỹ Quới, Phước Thành, Tân Ba, Thái Hòa, Uyên Hưng - Chánh Mỹ Hạ có 13 làng: An Linh, Bình Cơ, Chánh Mỹ Hòa, Chánh Hưng, Lạc An, Mỹ Lộc, Phước Hòa, Phước Vĩnh, Tân Hòa, Tân Nhuận, Tân Tịch, Thanh Hòa, Thường Lang - Phước Vĩnh Hạ có 8 làng: Bình Long, Bình Phước, Lợi Hòa, Bình Thạnh, Đại An, Tân Định, Tân Phú, Thiện Tân                 |
| 4                               | Xuân Lộc                        | - Bình Lâm Thượng có 6 làng: Bình Lộc, Gia Ray, Hưng Lộc, Tân Lập, Tân Phong, Xuân Lộc - An Viễn có 7 làng: Bảo Mỹ, Cam Đường, Cam Mỹ, Cam Ngôn, Cam Tiêm, Thới Giao, Tích Thiện - Phước Thành có 8 làng: Võ Dõng, Võ Quảng, Gia Cấp, Võ Định, Đông Thành, Bao Hàm, Túc Trưng, Vĩnh An - Tập Phước có 10 làng: Bảo Chánh, Bảo Định, Bảo Liệt, Long Tài, La Minh, Thoại Hương, Trà Tân, Võ Đắt, Thọ Vực, Gia An |
| 5                               | Núi Bà Rá                       | - Bình Cách có 6 làng: An Bình, Chơn Thành, Diêm Quan, Thành Công, Sam Bô, Thanh Sơn - Thuận Lợi có 11 làng: Gia Tru, Đông Bua, Tà Bai, Tà Mon, Tà Bung, Tà Cô, Bù Trít, Bù Marr, Bù N'dot, Tam Glei, Bù Koou - Tân Thuận có 5 làng: Bù Cat, Tat Rạch, Bù K' teik, Bù Dah, Bù Phong |

### Việt Nam Cộng hòa
Trong chiến tranh Việt Nam, địa giới tỉnh nhiều lần thay đổi, chia tách và sáp nhập với các tỉnh khác.
Phân chia theo VNDCCH và MTDTGPMN
Chính quyền Việt Nam Dân chủ Cộng hòa và Mặt trận Dân tộc giải phóng miền Nam Việt Nam đã nhiều lần tách nhập tỉnh Biên Hòa với các tỉnh Thủ Dầu Một, Bà Rịa – Long Khánh, với các tên gọi: Biên Hòa, Long Khánh, Thủ Biên, Bà Biên, Bà Rịa – Long Khánh, U1 (một đơn vị chiến trường ngang cấp tỉnh được thành lập tháng 9 năm 1965, gồm thị xã Biên Hòa và huyện Vĩnh Cửu, đến tháng 10 năm 1967, có thêm huyện Trảng Bom), phân khu 4, phân khu Thủ Biên, tỉnh Tân Phú.
Sau ngày Cách mạng tháng Tám năm 1945 thành công đến tháng 5 năm 1951, tỉnh Biên Hòa bao gồm cả phần đất ngày nay thuộc tỉnh Bình Phước, một phần đất của tỉnh Bình Dương. Từ tháng 5 năm 1951 đến cuối năm 1954 chính quyền Việt Nam Dân chủ Cộng hòa sáp nhập tỉnh Biên Hòa với tỉnh Thủ Dầu Một thành tỉnh Thủ Biên. Địa giới tỉnh Thủ Biên bao gồm phần đất các tỉnh Đồng Nai, Bình Dương, Bình Phước, thành phố Thủ Đức (Thành phố Hồ Chí Minh) ngày nay, trừ huyện Long Thành lúc này được giao về tỉnh Bà Rịa – Chợ Lớn.
Cuối năm 1954, tỉnh Thủ Biên được tách ra lập lại hai tỉnh: Biên Hòa và Thủ Dầu Một. Tỉnh Biên Hòa khi đó bao gồm thị xã Biên Hòa và 5 huyện: Vĩnh Cửu, Long Thành, Tân Uyên, Xuân Lộc và Bà Rá.
Từ tháng 9 năm 1960 đến tháng 7 năm 1961, chính quyền Mặt trận Dân tộc giải phóng miền Nam Việt Nam và Việt Nam Dân chủ Cộng hòa lại tái lập tỉnh Thủ Biên. 
Tháng 7 năm 1961, tỉnh Thủ Biên được tách thành 3 tỉnh: Thủ Dầu Một, Biên Hòa và Phước Thành. Tỉnh Biên Hòa được thành lập lại gồm các huyện Vĩnh Cửu, Long Thành, Nhơn Trạch và thị xã Biên Hòa.
Từ tháng 3 năm 1963 đến tháng 12 năm 1963 và từ tháng 11 năm 1966 đến tháng 10 năm 1967, chính quyền Mặt trận Dân tộc giải phóng miền Nam Việt Nam và Việt Nam Dân chủ Cộng hòa sáp nhập tỉnh Biên Hòa và tỉnh Bà Rịa thành tỉnh Bà Biên.
Tháng 4 năm 1964, thị xã Biên Hòa được tách ra thành lập một đơn vị hành chính riêng, trực thuộc Khu ủy miền Đông. Tỉnh Biên Hòa còn lại các huyện: Long Thành, Nhơn Trạch, huyện Cao Su, Ban cán sự di cư.
Đầu năm 1965, thị xã Biên Hòa được nâng lên thành một đơn vị tương đương cấp tỉnh, có phiên hiệu là U1, gồm thị xã Biên Hòa và huyện Vĩnh Cửu. Như vậy trên địa bàn Đồng Nai, thời kỳ này có 3 đơn vị hành chính cấp tỉnh: Biên Hòa (nông thôn), Long Khánh và U1 (Biên Hòa thị). Bên cạnh U1, tỉnh Biên Hòa có các huyện Long Thành, Nhơn Trạch, Ban cán sự Cao Su; tỉnh Long Khánh có thị xã Long Khánh và các huyện Xuân Lộc, Định Quán và huyện Cao Su.
Tháng 12 năm 1967, thực hiện chủ trương chuyển hướng chiến lược của Đảng Cộng sản Việt Nam, các huyện Long Thành, Nhơn Trạch và huyện cao su Bình Sơn được sáp nhập với quận 1, quận 9, Nam huyện Thủ Đức, quận Cần Giờ (Sài Gòn), để lập Phân khu 4. Còn lại U1, gồm thị xã Biên Hòa, huyện Vĩnh Cửu, huyện Trảng Bom.
Năm 1971, chiến trường được bố trí lại thành hai phân khu: phân khu Bà Rịa và phân khu Thủ Biên.
Tháng 10 năm 1972, thực hiện chỉ thị của Trung ương Cục miền Nam, các phân khu bị giải thể, tỉnh Bà Rịa – Long Khánh và tỉnh Biên Hòa được lập lại. Tỉnh Biên Hòa thời kỳ này có các huyện Vĩnh Cửu, Trảng Bom (từ tháng 10 năm 1973 trở thành huyện Thống Nhất), Long Thành, Nhơn Trạch, Duyên Hải, Tân Uyên, Dĩ An (từ năm 1973, Tân Uyên, Dĩ An trở về tỉnh Thủ Dầu Một), huyện cao su Bình Sơn và thị xã Biên Hòa. 
Tỉnh Biên Hòa được chia thành 6 quận:
- Quận Đức Tu có 15 xã: Bình Trước, Tam Hiệp, Tân Thành, Hiệp Hòa, Bùi Tiếng, Hố Nai, Trảng Bom, Bửu Hòa, Tân Vạn, Long Bình Tân, Phước Tân, Long Hưng, An Hòa Hưng, Tân Phong, Bửu Long.
- Quận Công Thanh có 13 xã: Bình Ý, Bình Hòa, Tân Triều, Bình Phước, Bình Long, Lợi Hòa, Tân Phú, Bình Thạnh, Thiện Tân, Tân Định, Đại An, Trị An, Thái Hưng.
- Quận Tân Uyên có 14 xã: An Thành, Bình Hòa, Bình Chánh, Mỹ Hòa, Mỹ Quới, Tân Ba, Phước Thành, Thạnh Hội, Uyên Hưng, Tân Tịch, Thường Lang, Tân Hòa, Tân Hiệp, Tân Hòa Khánh.
- Quận Dĩ An có 8 xã: Bình Trị, Tân Hiệp, Tân Hạnh, Hóa An, Bình An, Đông Hòa, Tân Đông Hiệp, An Bình.
- Quận Long Thành có 8 xã: Tam Phước, Tam An, An Lợi, Phước Lộc, Thái Thiện, Long Phước, Long An, Lộc An.
- Quận Nhơn Trạch có 12 xã: Phước Hội, Phước Thọ, Phước Long, Phước Lai, Phước Mĩ, Phước Thiền, Phú Thạnh, Đại Phước, Phú Hữu, Phước Khánh, Vinh Thạnh, Long Tân.

Tháng 6 năm 1973, tỉnh Biên Hòa được tách thành hai đơn vị ngang cấp tỉnh: Biên Hòa nông thôn có các huyện: Vĩnh Cửu, Trảng Bom, Long Thành, Nhơn Trạch, Duyên Hải, Cao Su. Biên Hòa đô thị được gọi là Thành phố Biên Hòa.
Tháng 10 năm 1973, thành lập tỉnh Tân Phú, gồm các huyện Tân Uyên, Phú Giáo, Độc Lập và Định Quán. Tỉnh này tồn tại cho đến khi lập tỉnh Đồng Nai.
Phân chia theo Việt Nam Cộng hòa
Ngày 22 tháng 10 năm 1956, Tổng thống Việt Nam Cộng hòa Ngô Đình Diệm ban hành Sắc lệnh số 143-NV về việc chia tỉnh Biên Hòa thành 3 tỉnh: Biên Hòa, Long Khánh, Phước Long (có thêm phần đất của tỉnh Thủ Dầu Một).
Ngày 2 tháng 5 năm 1957, Bộ Nội vụ ban hành Nghị định số 140-BNV/HC/ND về việc ấn định các đơn vị hành chính tỉnh Biên Hòa mới gồm 4 quận, 11 tổng, 84 xã:
- Quận Châu Thành, quận lỵ: Bình Trước, có 3 tổng: Phước Vĩnh Thượng, Phước Vĩnh Trung, Long Vĩnh Thượng.
- Quận Long Thành, quận lỵ: Phước Lộc Xã, có 2 tổng: Thành Tuy Thượng, Thành Tuy Hạ.
- Quận Dĩ An, quận lỵ: An Bình Xã, có 3 tổng: An Thủy, Chánh Mỹ Thượng, Long Vĩnh Hạ.
- Quận Tân Uyên, quận lỵ: Uyên Hưng, có 3 tổng: Chánh Mỹ Trung, Chánh Mỹ Hạ, Phước Vĩnh Hạ.

| Đơn vị hành chính tỉnh Biên Hòa năm 1957 | Đơn vị hành chính tỉnh Biên Hòa năm 1957 | Đơn vị hành chính tỉnh Biên Hòa năm 1957 |
| STT                                      | Quận                                     | Tổng |
| ---------------------------------------- | ---------------------------------------- | --- |
| 1                                        | Châu Thành                               | - Phước Vĩnh Thượng có 9 xã: Bình Trước, Tam Hiệp, Tân Thành, Hiệp Hòa, Bùi Tiếng, Hố Nai, Trảng Bom, Bửu Hòa, Tân Vạn - Long Vĩnh Thượng có 5 xã: Long Bình, Tân Bình, Phước Tân, Long Hưng, An Hòa Hưng - Phước Vĩnh Trung có 5 xã: Tân Phong, Bửu Long, Bình Ý, Bình Hòa, Tân Triều |
| 2                                        | Tân Uyên                                 | - An Phước Hạ có 9 xã: Bình Phước, Bình Long, Lợi Hòa, Tân Phú, Bình Thạnh, Thiện Tân, Tân Định, Đại An, Trị An - Chánh Mỹ Trung có 10 xã: Thái Hòa, An Thành, Bình Hòa, Bình Chánh, Mỹ Hòa, Mỹ Quới, Tân Ba, Phước Thành, Thạnh Hội, Uyên Hưng - Chánh Mỹ Hạ có 14 xã: Tân Nhuận, Tân Tịch, Mỹ Lộc, Lạc An, Thái Hưng, Chánh Hòa, Bình Mỹ, Thường Lang, Tân Hòa, Chánh Hưng, Phước Sang, Vĩnh Hòa, An Linh, Phước Hòa |
| 3                                        | Dĩ An                                    | - Chánh Mỹ Thượng có 4 xã: Bình Trị, Tân Hiệp, Tân Hạnh, Hóa An - An Thủy có 4 xã: Bình An, Đông Hòa, Tân Đông Hiệp, An Bình - Long Vĩnh Hạ có 4 xã: Long Bình, Long Phước Thôn, Long Thạnh Mỹ, Long Trường |
| 4                                        | Long Thành                               | - Thành Tuy Thượng có 14 xã: Tam Phước, Tam An, An Lợi, Phước Lộc, Thái Thiện, Long Phước, Long An, Lộc An, Phước Hội, Phước Thọ, Phước Long, Phước Lai, Phước Mĩ, Phước Thiền - Thành Tuy Hạ có 7 xã: Phước An, Phú Thạnh, Đại Phước, Phú Hữu, Phước Khánh, Vinh Thạnh, Long Tân |

ngày 23 tháng 1 năm 1959 của Tổng thống Việt Nam Cộng hòa ban hành Sắc lệnh số 25-NV về việc thành lập tỉnh Phước Thành trên cơ sở quận Tân Uyên, tỉnh Biên Hòa.
Ngày 7 tháng 2 năm 1963, đổi tên quận Châu Thành thành quận Đức Tu, quận lỵ dời về Tam Hiệp.
Ngày 9 tháng 9 năm 1960, tách một phần đất quận Long Thành, lập quận Nhơn Trạch, quận lỵ đặt tại Phú Thạnh. Quận Nhơn Trạch có 2 tổng: Thành Tuy Trung (7 xã) và Thành Tuy Hạ (6 xã). Đồng thời nhập 2 quận Quảng Xuyên, Cần Giờ (tỉnh Phước Tuy) vào tỉnh Biên Hòa.
Ngày 22 tháng 3 năm 1963, lập quận mới Công Thanh, gồm 2 tổng: Thanh Quan (6 xã), Thanh Phong (6 xã), quận lỵ đặt tại Tân Phú.
| Dân số tỉnh Biên Hòa năm 1967 | Dân số tỉnh Biên Hòa năm 1967 |
| Quận                          | Dân số (người)                |
| ----------------------------- | ----------------------------- |
| Công Thanh                    | 23.129                        |
| Dĩ An                         | 30.377                        |
| Đức Tu                        | 148.374                       |
| Long Thành                    | 26.095                        |
| Nhơn Trạch                    | 49.553                        |
| Tân Uyên                      | 14.064                        |
| Tổng số                       | 291.592                       |

### Cộng hòa xã hội chủ nghĩa Việt Nam
Ngày 20 tháng 9 năm 1975, Bộ Chính trị ban hành Nghị quyết số 245-NQ/TW về việc hợp nhất tỉnh Bà Rịa, tỉnh Biên Hòa, tỉnh Bình Tuy, tỉnh Long Khánh, huyện Định Quán của tỉnh Tân Phú và 2 huyện Tân Uyên, Dĩ An của tỉnh Thủ Dầu Một thành một tỉnh, tên gọi tỉnh mới cùng với nơi đặt tỉnh lỵ sẽ do địa phương đề nghị lên.
Ngày 20 tháng 12 năm 1975, Bộ Chính trị ban hành Nghị quyết số 19/NQ về việc hợp nhất tỉnh Bà Rịa (kể cả thành phố Vũng Tàu), tỉnh Biên Hòa (trừ 2 huyện Tân Uyên, Phú Giáo của tỉnh Thủ Dầu Một), tỉnh Long Khánh thành một tỉnh, tên gọi tỉnh mới cùng với nơi đặt tỉnh lỵ sẽ do địa phương đề nghị lên.
Ngày 24 tháng 2 năm 1976, Chính phủ Cách mạng lâm thời Cộng hòa miền Nam Việt Nam ban hành Nghị định số 3/NQ/1976 về việc hợp nhất tỉnh Bà Rịa, tỉnh Biên Hòa, tỉnh Long Khánh và thành phố Biên Hòa thành một tỉnh, lấy tên là tỉnh Đồng Nai. Tỉnh lỵ đặt tại thành phố Biên Hòa.
Ngày 12 tháng 8 năm 1991, Quốc hội ban hành Nghị quyết về việc thành lập tỉnh Bà Rịa – Vũng Tàu trên cơ sở đặc khu Vũng Tàu – Côn Đảo và 3 huyện Long Đất, Châu Thành, Xuyên Mộc của tỉnh Đồng Nai (thuộc địa bàn tỉnh Phước Tuy cũ).
Hiện nay, địa danh "Biên Hòa" chỉ còn được dùng để chỉ thành phố Biên Hòa, đơn vị hành chính cấp huyện trực thuộc tỉnh Đồng Nai và là tỉnh lỵ của tỉnh Đồng Nai.
Như vậy, địa bàn tỉnh Biên Hòa thời Việt Nam Cộng hòa hiện nay tương ứng với thành phố Biên Hòa, các huyện Long Thành, Nhơn Trạch và một phần các huyện Trảng Bom, Vĩnh Cửu thuộc tỉnh Đồng Nai; thành phố Dĩ An, một phần thành phố Tân Uyên và một phần huyện Bắc Tân Uyên thuộc tỉnh Bình Dương ngày nay.